# Nia Ali
Nia Sifaatihii Ali (Filadelfia, 23 de octubre de 1988) es una deportista estadounidense que compite en atletismo, especialista en las carreras de vallas. Está casada con el atleta canadiense Andre De Grasse.
Participó en los Juegos Olímpicos de Río de Janeiro 2016, obteniendo una medalla de plata en la prueba de 100 m vallas.
Ganó una medalla de oro en el Campeonato Mundial de Atletismo de 2019 y dos medallas de oro en el Campeonato Mundial de Atletismo en Pista Cubierta, en los años 2014 y 2016.

## Palmarés internacional
| Juegos Olímpicos                     | Juegos Olímpicos          | Juegos Olímpicos | Juegos Olímpicos |
| Año                                  | Lugar                     | Medalla          | Prueba           |
| ------------------------------------ | ------------------------- | ---------------- | ---------------- |
| 2016                                 | Río de Janeiro (Brasil)   | Medalla de plata | 100 m vallas     |
| Campeonato Mundial                   |                           |                  |                  |
| Año                                  | Lugar                     | Medalla          | Prueba           |
| 2019                                 | Doha (Catar)              | Medalla de oro   | 100 m vallas     |
| Campeonato Mundial en Pista Cubierta |                           |                  |                  |
| Año                                  | Lugar                     | Medalla          | Prueba           |
| 2014                                 | Sopot (Polonia)           | Medalla de oro   | 60 m vallas      |
| 2016                                 | Portland (Estados Unidos) | Medalla de oro   | 60 m vallas      |